# 東梅肯 (喬治亞州)
東梅肯（英語：East Macon）是位於美國喬治亞州比伯縣的一個非建制地區。該地的面積和人口皆未知。

## 地理
東梅肯的座標為32°43′28″N 83°39′12″W / 32.72444°N 83.65333°W，而該地的平均海拔高度為139米（即456英尺）。